# 拜伦勋爵
乔治·戈登·拜伦，第六代拜伦男爵（George Gordon Byron, 6th Baron Byron，1788年1月22日—1824年4月19日），中文又譯「擺倫」，出生于英格兰伦敦，逝世于希腊，英国诗人、革命家，独领风骚的浪漫主义文学泰斗。世袭男爵，人称“拜伦勋爵”（Lord Byron）。拜伦著名的作品有長篇的《唐璜》及《恰尔德·哈罗尔德游记》，以及短篇作品《她举步娉婷》。
愛達·勒芙蕾絲是拜伦的女兒，其有關查尔斯·巴贝奇分析機的研究是在電腦科學上的重要文獻。幼年夭折的奥格拉·拜伦也是拜伦的小孩，甚至伊丽莎白·梅朵拉·李可能也是拜伦婚外所生的女兒。

## 生平

### 早年
1788年1月22日，拜伦出生于伦敦的一个衰落的贵族家庭，他的父亲是没落的贵族，他的父亲在他三岁时去世，拜伦跟随母亲孤儿寡母在苏格兰过着节衣缩食的清贫生活。 拜伦先天性的跛足，而他的母亲性情乖戾、喜怒无常，这两方面的原因使得他形成了孤僻和忧郁的性格。 1798年，拜伦继承了伯祖父的男爵爵位，于是和母亲移居到诺丁汉郡的世袭领地生活。 诺丁汉郡是当时英国的工业重郡，也是工人运动中心之一，他在这里了解和熟悉了工人的苦难生活和被剥削和压迫的命运，他对工人们的遭遇给予了深深地同情，立志武装斗争，为劳苦大众争取社会权益。

### 嶄露鋒芒
1805年，拜伦从中学毕业，进入剑桥大学主修文学和历史。 大学时期，他对启蒙思想家的著作极其感兴趣，狂热研读伏尔泰和卢梭的作品，并且开始自己创作诗歌。 1807年，拜伦出版了诗集《懒散的时刻》，这是他的处女作，拜伦透过诗集表达对现实生活的不满和对贵族生活的厌倦和鄙视，很快诗集在社会上受到消极浪漫主义刊物的攻击和奚落。 1809年，面对接踵而至的攻击和谩骂，拜伦写出长诗《英国诗人和苏格兰评论家》回击攻击者，却意外地揭开了积极浪漫主义对抗消极浪漫主义的序幕，长诗也使得拜伦在英国诗歌文坛中初露锋芒。
1809年，拜伦在剑桥大学毕业，因为贵族世袭制，使得他在上议院获得了议员的资格。 6月，拜伦开始出国游玩，他先后到葡萄牙、西班牙、马耳他岛、阿尔巴尼亚、希腊和土耳其等地方。 1811年7月，拜伦回到了英国，拜伦的这次旅游扩展了他的政治视野，也丰富了他的写作素材，他亲眼目睹了欧洲被压迫民族为自己的自由和独立而斗争的场面，也了解到英国在欧洲大陆明争暗斗不光彩的一面。
1812年，拜伦发表了长诗《恰尔德·哈罗尔德游记》第一、二章，诗歌立刻轰动文坛，给他带来了巨大的声誉。 同时，英国国内的卢德运动也在汹涌蓬勃，2月，上议院通过了毁坏机器的工人必须判处死刑的法案，拜伦虽然在议会上为工人们的权益而辩护，但是无济于事，愤怒的拜伦回到家中，发表了讽刺诗《反对破坏机器法案》。 4月，拜伦在国会发表演说，支持爱尔兰独立，同时发表了《给一位哭泣的贵妇人》。 1813年，拜伦陆续发表了《异教徒》、《阿比道斯的新娘》，1814年，拜伦发表了《温莎的诗艺》、《海盗》、《莱拉》，1816年，拜伦发表了《柯林斯的围攻》、《巴里西纳》和《路德分子歌》，这些诗歌总称为“《东方叙事诗》”，并且塑造了出文学史上“拜伦式的英雄”佳话；虽然诗歌为拜伦赢得了巨大的声誉，但是由于他的思想和英国政坛的思想截然相反，他受到了政客和上流社会的攻击和谩骂。 1816年，上流社会以他和妻子离婚的事情炒作和攻击，使得他被迫黯然离开故土。

### 去國漫遊

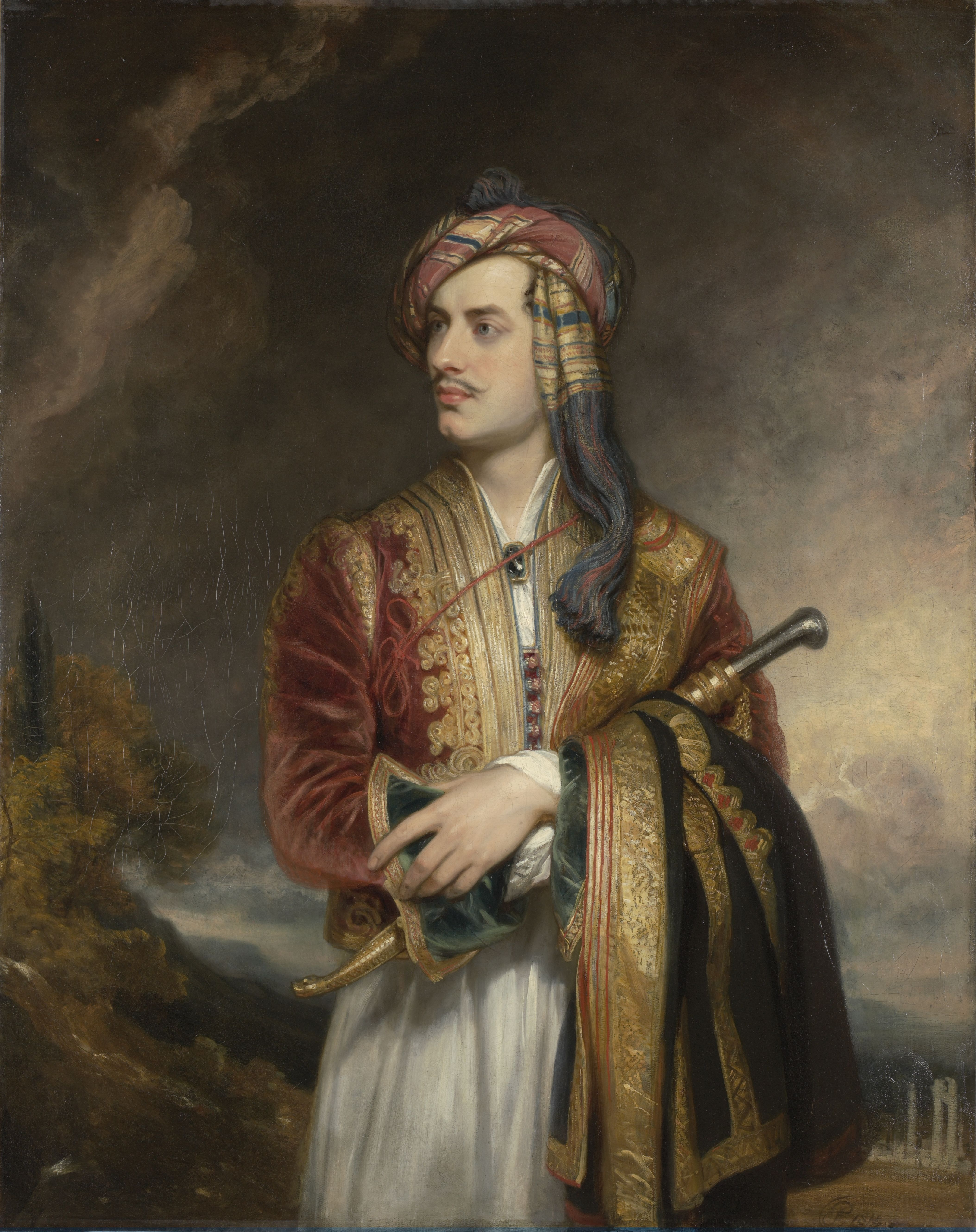
穿着阿尔巴尼亚人服饰的拜伦

拜伦来到了比利时，亲自去了滑铁卢战场，随后去了瑞士，并且在日内瓦认识了珀西·比希·雪莱，两人结下了深切的友谊，期間因天候不佳不宜外出而發起恐怖小說寫作活動，催生了瑪麗·雪萊的《科學怪人》與約翰·威廉·波里道利的《吸血鬼》。雪莱的诗歌精神影响了拜伦，这时期，他创作了《普罗米修斯》、《锡雍的囚徒》和《恰尔德·哈罗尔德游记》第三章，同时由于欧洲各地的战场和人民的苦难遭遇，拜伦灰心失望到了极点，他创作了悲观主义诗歌《曼弗雷特》。
1816年下半年，拜伦去了意大利，他投入到了烧炭党人的运动中，并且成为地方组织的领袖。 同时创作了《恰尔德·哈罗尔德游记》第四章、《马力诺·法里埃罗》、《该隐》、《审判的幻景》、《青铜世纪》和《唐璜》，这时期他的创作达到了辉煌。

### 為希臘殉身
不久之后，烧炭党人的革命活动失败，1823年7月，拜伦离开意大利去了希腊，加入到了反抗奥斯曼奴役的希腊独立战争，他担任希腊一个军队的司令，每天忙着为希腊军队筹集物资，购买先进武器，调节内部纠纷，过度的劳累和奔波使得他的身体健康恶化，在一次行军途中，拜伦遇到了暴风雨，经过风雨吹打的拜伦从此一病不起，1824年4月19日，拜伦因治疗无效病逝于希腊军队的军帐中。 临终时，拜伦的遗嘱说道：“我的财产，我的精力都献给了希腊的独立战争，现在连生命也献上吧！”希腊政府为拜伦举行了隆重的国葬仪式。

### 死後

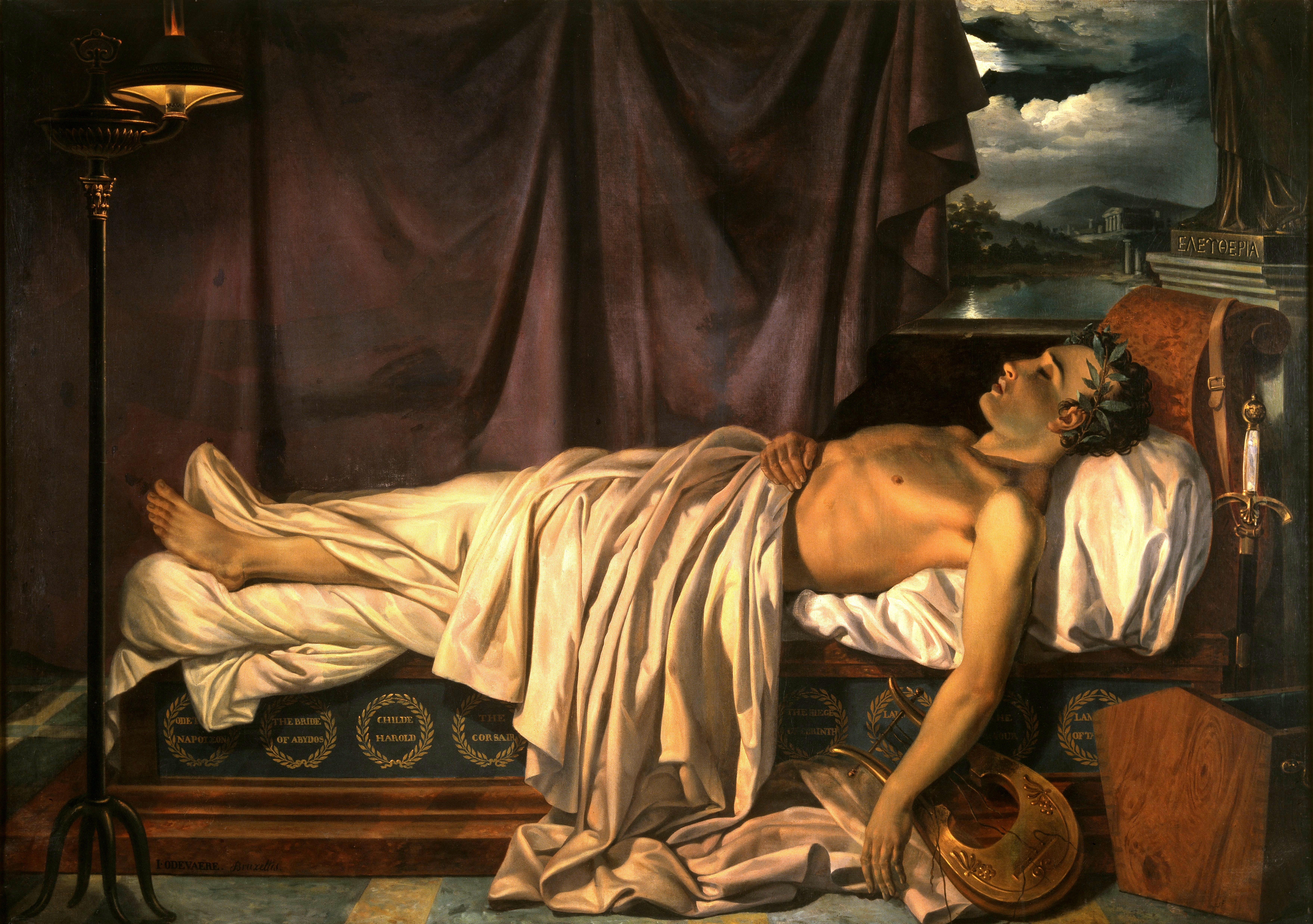
拜倫臨終畫像，繪於1826年左右

丁尼生曾經回憶，英國國内得知拜倫死訊後十分震驚。而希腊人也為其舉辦了國葬，把他當作一位英雄來看待。 希臘的大詩人狄俄尼索斯·索洛莫斯專門為拜倫寫下了輓詩，即《拜倫之死》。
拜倫的遺體經過防腐處理保存了下來。有一种説法是他的心臟被取出留在了迈索隆吉翁，但可以肯定的是，其遺體的大部分都在其男仆提塔（Tita）的護送下送回了英格蘭，並打算葬于西敏寺。然而，西敏寺卻以拜倫“道德敗坏”為由拒絕了這一請求 。拜倫的遺體抵達倫敦的那一日，有很多人前去瞻仰。他最終葬于諾丁漢郡哈克諾的聖抹大拉教堂（Church of St. Mary Magdalene），希臘國王贈予的大理石墓碑立於其墓前。
生前，他曾在1819年10月于威尼斯委托托马斯·摩尔作自己的遗稿管理人。但拜伦死后，摩尔和出版商约翰·穆雷（John Murray）却烧毁了这些遗稿，原因可能是其中有一些不宜出版的东西。
拜倫的朋友們籌集了一千鎊為他製造雕像，這座雕像耗時十年乃成。但1834年雕成之後，大英博物館、聖保羅大教堂、西敏寺和國家美術館都拒絕展出此作，久經波折之後，由劍橋大學三一學院將其置於自家的圖書館裏。在拜倫死去145年後的1969年，另一座拜倫的雕像才放入西敏寺。

## 健康及外貌

### 性傾向
|  | 我以奇怪的方式由善和惡混雜而成，要形容我會相當困難 |

學者們對拜伦的性傾向仍沒有共識，伯恩哈德·傑克遜（Bernhard Jackson）的結論是：「拜伦的性傾向一直是一個難題，更不要說所引起的爭議和話題，由於證據含糊不清、矛盾而且寥寥無幾，任何想要討論此議題的人都需要有一定程度的推測」，不過克朗普頓（Crompton）認為「在拜伦那個時代，除了拜伦同夥的一小群人之外，其他人不知道拜伦是雙性戀。」

### 先天缺陷
拜倫一出生右腳就有畸形，通常被稱為「马蹄内翻足」，有些現代的醫學家認為這是小兒麻痺症的結果，也有些學者認為是骨骼的發育不良
:pp. 3–4。不論原因為何，這都使得拜倫跛行，並帶來一辈子心理及身體的痛苦，尤其是幼年時痛苦且無效的「治療」更加重了跛行。

### 體格

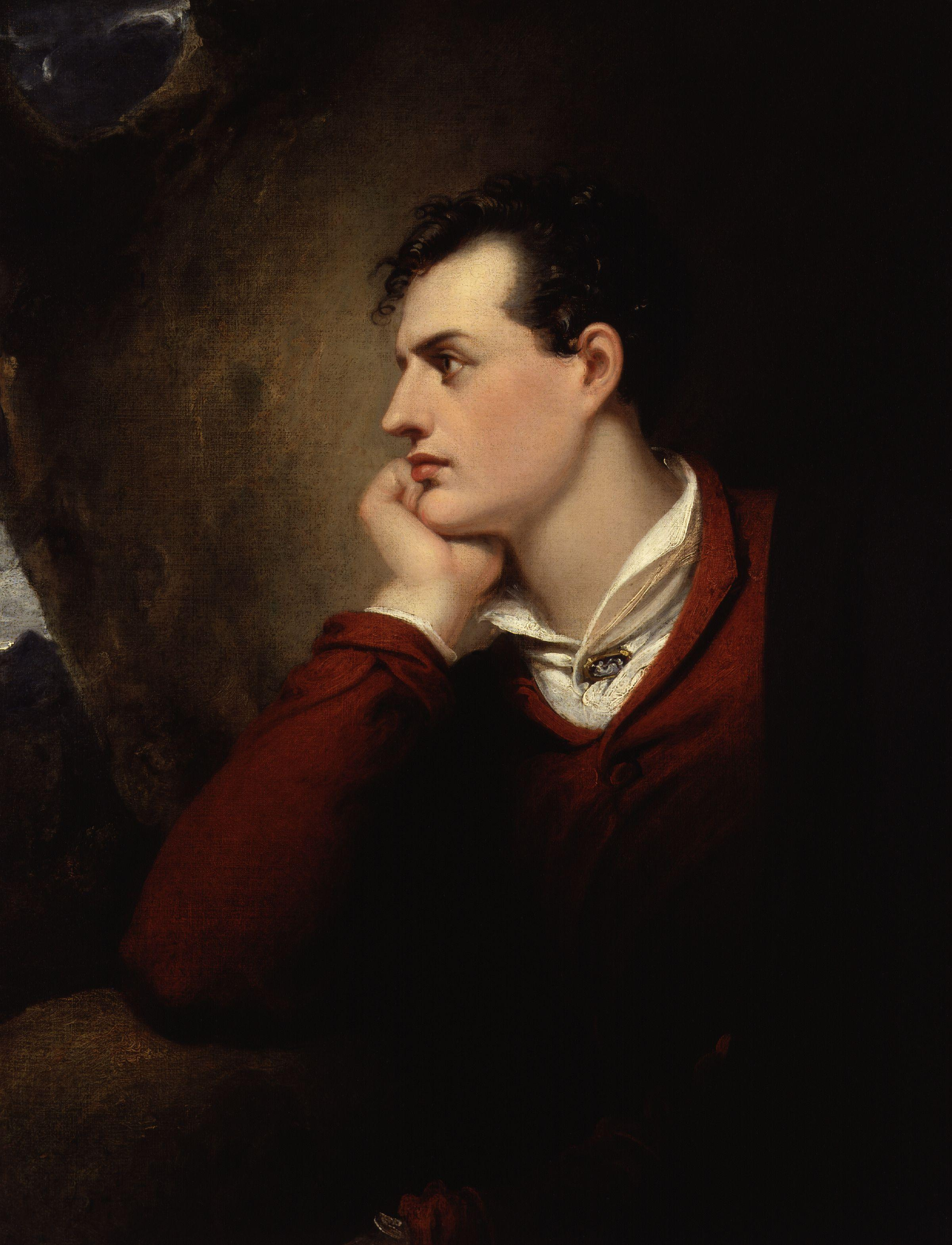
理查德·韦斯托尔繪製的肖像畫，1813

拜伦成年時的身高為174公分，體重則在60公斤及89公斤之間。拜伦以其美貌聞名，曾為了髮型晚上戴棉芯卷发。拜伦是拳擊手、骑師及傑出的游泳選手。他参加了前职业拳击冠军约翰「绅士」杰克逊在邦德街房间的付費拳击課程，並記錄訓練會議的內容，在他的信和日記中稱杰克逊為「拳击界的皇帝」。
拜伦和其他的作家（例如他的朋友霍布豪斯）仔細地描述拜伦的飲食習慣。拜伦在就讀劍橋時實行嚴格的節食以控制其體重，拜伦的運動量很大，而且穿許多衣服使自己出汗。日常生活中拜伦多半只吃素食，常常幾天只靠乾的餅乾及白葡萄酒維生。偶爾他會吃大量的肉和甜點。高尔特和其他人都描述拜伦喜歡暴力的運動，霍布豪斯認為那是他脚畸形的疼痛使得身体不易活动，因此也造成他的體重問題。

## 作品
- 《懒散的时刻（英语：Hours of Idleness）》，1807年[2]
- 《英国诗人和苏格兰评论家（英语：English_Bards_and_Scotch_Reviewers）》，1809年[2]
- 《恰尔德·哈罗尔德游记》，1812年到1816年[2]
- 《反对破坏机器法案》、《给一位哭泣的贵妇人》，1812年[2]
- 《异教徒（英语：The_Giaour）》、《阿比道斯的新娘》，1813年[2]
- 《温莎的诗艺》、《海盗》、《莱拉》，1814年[2]
- 《柯林斯的围攻》、《巴里西纳》、《路德分子歌》，1816年上半年[2]
- 《普罗米修斯》、《锡雍的囚徒》、《曼弗雷特》，1816年下半年[2]
- 《马力诺·法里埃罗》、《该隐》、《审判的幻景》、《青铜世纪》、《唐璜》，1817年[2]

## 评价
中国文学家鲁迅在《摩罗诗力说》中说道：“立意在反抗，指归在动作，是一派诗人的宗主”文章第四节到第九节对拜伦的诗歌表示了高度的赞誉。

## 相關影視

Byron, 1830

- 《拜倫風流史（英语：The Bad Lord Byron）》(英國，1949)
- 《紅杏癡魂（英语：Lady Caroline Lamb (film)）》(英國、義大利，1972)
- 《魂斷仲夏夜》(英國，1986)
- 《魔幻之城（英语：Rowing with the Wind）》(西班牙，1988)
- 《仲夏情狂（英语：Haunted Summer）》(美國，1988)
- 《Byron, Ballad for a Daemon （页面存档备份，存于）》(希臘、俄羅斯，1992)
- BBC迷你影集《拜倫》(英國，2003)
- 《大鼻與酷蒂》(幽靈詩人)